# Саутеск
Саутеск (англ. Southesk) — парафія в Канаді, у провінції Нью-Брансвік, у складі графства Нортамберленд.

## Населення
За даними перепису 2016 року, парафія нараховувала 1694 особи, показавши скорочення на 7,6%, порівняно з 2011-м роком. Середня густина населення становила 0,7 осіб/км².
З офіційних мов обидвома одночасно володіли 175 жителів, тільки англійською — 1 495. Усього 10 осіб вважали рідною мовою не одну з офіційних.
Працездатне населення становило 56,3% усього населення, рівень безробіття — 19,3% (22,1% серед чоловіків та 16,5% серед жінок). 91% осіб були найманими працівниками, а 7,2% — самозайнятими.
Середній дохід на особу становив $38 932 (медіана $30 656), при цьому для чоловіків — $50 584, а для жінок $27 895 (медіани — $40 544 та $24 064 відповідно).
35,7% мешканців мали закінчену шкільну освіту, не мали закінченої шкільної освіти — 18%, 46,3% мали післяшкільну освіту, з яких 16,2% мали диплом бакалавра, або вищий.
| Статево-вікова структура населення | Статево-вікова структура населення | Статево-вікова структура населення | Статево-вікова структура населення | Статево-вікова структура населення |
| ---------------------------------- | ---------------------------------- | ---------------------------------- | ---------------------------------- | ---------------------------------- |
|                                    |                                    |                                    |                                    |                                    |
| Всього                             | Всього                             | 50,0%                              |                                    |                                    |
| 0 — 14 років                       | 0 — 14 років                       |                                    | 12,1%                              | 12,1%                              |
| 15 — 64 років                      | 15 — 64 років                      |                                    | 67,5%                              | 67,5%                              |
| 65 і більше                        | 65 і більше                        |                                    | 20,4%                              | 20,4%                              |
| 85 і більше                        | 85 і більше                        |                                    | 1,5%                               | 1,5%                               |
| Середній вік (років)               | Середній вік (років)               | 45,246,6                           | 45,9                               | 45,9                               |
| Медіана (років)                    | Медіана (років)                    | 49,449,6                           | 49,4                               | 49,4                               |
| — чоловіки — жінки                 |                                    |                                    |                                    |                                    |

| Походження мешканців:     | Походження мешканців:     | Походження мешканців: | Походження мешканців: | Походження мешканців: |
| ------------------------- | ------------------------- | --------------------- | --------------------- | --------------------- |
| Походження                |                           |                       | осіб                  | %                     |
| Корінні американці        | Корінні американці        |                       | 45                    | 2.69%                 |
| Інше північноамериканське | Інше північноамериканське |                       | 855                   | 51.2%                 |
| Європейське               | Європейське               |                       | 1 190                 | 71.26%                |
| британське                | британське                |                       | 1 115                 | 66.77%                |
| французьке                | французьке                |                       | 230                   | 13.77%                |
| українське                | українське                |                       | 10                    | 0.6%                  |

| Зайнятість населення за галузями (за класифікацією NOC): | Зайнятість населення за галузями (за класифікацією NOC): | Зайнятість населення за галузями (за класифікацією NOC): | Зайнятість населення за галузями (за класифікацією NOC): | Зайнятість населення за галузями (за класифікацією NOC): |
| -------------------------------------------------------- | -------------------------------------------------------- | -------------------------------------------------------- | -------------------------------------------------------- | -------------------------------------------------------- |
|                                                          |                                                          |                                                          |                                                          |                                                          |
| Управління                                               | Управління                                               |                                                          | 8,6%                                                     | 8,6%                                                     |
| Бізнес, фінанси та адміністрування                       | Бізнес, фінанси та адміністрування                       |                                                          | 17,2%                                                    | 17,2%                                                    |
| Природничі та прикладні науки                            | Природничі та прикладні науки                            |                                                          | 2,5%                                                     | 2,5%                                                     |
| Охорона здоров'я                                         | Охорона здоров'я                                         |                                                          | 7,4%                                                     | 7,4%                                                     |
| Освіта, правозахист, муніципальні та урядові служби      | Освіта, правозахист, муніципальні та урядові служби      |                                                          | 15,3%                                                    | 15,3%                                                    |
| Роздрібна торгівля та послуги                            | Роздрібна торгівля та послуги                            |                                                          | 21,5%                                                    | 21,5%                                                    |
| Гуртова торгівля, транспорт та обладнання                | Гуртова торгівля, транспорт та обладнання                |                                                          | 22,1%                                                    | 22,1%                                                    |
| Природні ресурси, сільське господарство                  | Природні ресурси, сільське господарство                  |                                                          | 3,1%                                                     | 3,1%                                                     |
| Виробництво                                              | Виробництво                                              |                                                          | 1,8%                                                     | 1,8%                                                     |

## Клімат
Середня річна температура становить 2,8°C, середня максимальна – 20,8°C, а середня мінімальна – -19,8°C. Середня річна кількість опадів – 1 143 мм.
| Клімат поселення                              | Клімат поселення | Клімат поселення | Клімат поселення | Клімат поселення | Клімат поселення | Клімат поселення | Клімат поселення | Клімат поселення | Клімат поселення | Клімат поселення | Клімат поселення | Клімат поселення | Клімат поселення |
| Показник                                      | Січ.             | Лют.             | Бер.             | Квіт.            | Трав.            | Черв.            | Лип.             | Серп.            | Вер.             | Жовт.            | Лист.            | Груд.            |                  |
| Середній максимум, °C                         | −6,22            | −5,13            | 0,97             | 7,46             | 14,92            | 20,70            | 20,77            | 20,71            | 15,18            | 9,34             | 3,42             | −4,43            |                  |
| Середня температура, °C                       | −12,99           | −11,89           | −5,81            | 0,70             | 8,14             | 13,92            | 16,95            | 16,87            | 11,33            | 5,52             | −0,4             | −8,27            |                  |
| Середній мінімум, °C                          | −19,77           | −18,67           | −12,58           | −6,07            | 1,37             | 7,15             | 13,11            | 13,04            | 7,51             | 1,69             | −4,25            | −12,08           |                  |
| Норма опадів, мм                              | 99               | 68               | 83               | 84               | 98               | 102              | 114              | 101              | 99               | 100              | 101              | 94               |                  |
| Середньомісячна швидкість вітру, м/с          | 3.72             | 3.81             | 4.03             | 3.91             | 3.64             | 3.16             | 2.89             | 2.76             | 3.02             | 3.41             | 3.56             | 3.62             |                  |
| Середньомісячна сонячна радіація, кДж/м²·день | 5147             | 8543             | 12392            | 15555            | 18293            | 20059            | 19487            | 17199            | 12747            | 7953             | 4726             | 3885             |                  |
| --------------------------------------------- | ---------------- | ---------------- | ---------------- | ---------------- | ---------------- | ---------------- | ---------------- | ---------------- | ---------------- | ---------------- | ---------------- | ---------------- | ---------------- |
| Джерело:                                      |                  |                  |                  |                  |                  |                  |                  |                  |                  |                  |                  |                  |                  |